# Magnolia pallescens
Espèce
Statut de conservation UICN

 EN B1ab(i,iii)+2ab(i,iii) : En danger
Magnolia pallescens est une espèce de plantes à fleurs de la famille des Magnoliacées. C'est un arbre endémique de la République dominicaine.

## Description
C'est un arbre.

## Répartition et habitat
C'est une plante end"mique de la République dominicaine.